# Harry Blanchard
Harry Blanchard (Burlington, 13 de junio de 1929-Buenos Aires, 31 de enero de 1960) fue un piloto de automovilismo estadounidense.

## Carrera
En Fórmula 1, debutó a la última carrera de la temporada 1959, disputada el 12 de diciembre de 1959, el GP de los Estados Unidos en el Circuito de Sebring. En ella, corrió en un Porsche privado, consiguió finalizar en séptimo lugar la carrera y no logró ningún punto para el campeonato.
Murió en un accidente disputando el 31 de enero de 1960 en los 1000 km de Buenos Aires. Participó en aquel evento junto a Wolfgang Seidel en un Porsche.

## Resultados

### Fórmula 1
(Clave) (negrita indica pole position) (cursiva indica vuelta rápida)

| Año     | Escudería          | 1   | 2   | 3   | 4   | 5   | 6   | 7   | 8   | 9     | Pos. | Puntos |
| ------- | ------------------ | --- | --- | --- | --- | --- | --- | --- | --- | ----- | ---- | ------ |
| 1959    | Blanchard Auto Co. | MON | 500 | NED | FRA | GBR | GER | POR | ITA | USA 7 | NC   | 0      |
| Fuente: |                    |     |     |     |     |     |     |     |     |       |      |        |